# Sambeng (Borobudur)
Sambeng is een bestuurslaag in het regentschap Magelang van de provincie Midden-Java, Indonesië. Sambeng telt 1267 inwoners (volkstelling 2010).